# Marceli Najder
Marceli Najder (ur. 1914 w Bolechowie, zm. 7 listopada 1991 w Warszawie) – polski farmaceuta i działacz społeczny, poseł na Sejm PRL II kadencji (1957–1961).

## Życiorys
Ukończył studia z dziedziny farmacji na Uniwersytecie Jana Kazimierza. Od 1938 pracował w zawodzie na terenie Lwowa. Walczył w wojnie obronnej Polski. W okresie okupacji Małopolski Wschodniej pracował w aptekach w Peczeniżynie i Kołomyi. W 1942 wszedł w skład plutonu sanitarnego Żydowskiej Służby Porządkowej w getcie kołomyjskim. Od początku 1943 do marca 1944 wraz z żoną i ośmioma innymi osobami ukrywał się u polskiej rodziny pod Kołomyją. W 1944 został mianowany dyrektorem Laboratorium Międzyrejonowej Stacji Sanitarno-Epidemiologicznej w Kołomyi.
W 1945 w wyniku wysiedleń ludności polskiej z przedwojennych terenów wschodnich osiadał w nowych granicach okrojonej Polski. Kierował aptekami w Izbicy i w Bolesławcu („Pod gwiazdą” przy ul. Kubika 12, została w 1950 upaństwowiona). Sprawował mandat radnego Miejskiej Rady Narodowej w Bolesławcu. Od 1950 do 1956 pełnił obowiązki dyrektora Wojewódzkiej Centrali Aptek Społecznych w Zielonej Górze. Później zatrudniony jako wicekierownik Wydziału Zdrowia Prezydium Wojewódzkiej Rady Narodowej. Był również pracownikiem naukowym Instytutu Leków w Warszawie, a później uzyskał zatrudnienie w Zjednoczeniu Przemysłu Farmaceutycznego „Polfa”. Był członkiem redakcji pisma „Farmacja Polska”. Działał w Naczelnej Organizacji Technicznej i Polskim Związku Filatelistów.
W 1945 włączył się w działalność Stronnictwie Demokratycznym. W latach 1946–1949 był przewodniczącym Powiatowego Komitetu SD. Z rekomendacji Stronnictwa zasiadał w Sejmie II kadencji. Był członkiem Komisji Handlu Zagranicznego oraz Komisji Zdrowia i Kultury Fizycznej.
Związany z PTTK. Był członkiem jego władz okręgowych w Zielonej Górze oraz zarządu głównego. Został odznaczony honorową odznaką organizacji oraz mianem „zasłużonego działacza turystyki”. Po odejściu z Sejmu był m.in. pilotem wycieczek zagranicznych „Sport Tourist”.
Odznaczony m.in. Krzyżem Kawalerskim Orderu Odrodzenia Polski. Zmarł w listopadzie 1991, został pochowany na cmentarzu Wolskim w Warszawie.
W pierwszym małżeństwie żonaty z Polą Najder, miał dwóch synów: Tomasza i Wiktora.
Jego wspomnienia z lat wojny pod tytułem Rewanż opublikowało w 2013 Wydawnictwo Karta.